# Kerncentrale Civaux
Kerncentrale Civaux in Civaux ligt in de regio Nouvelle-Aquitaine aan de rivier de Vienne.
De centrale heeft twee drukwaterreactoren (PWR), die een van de modernste en krachtigste reactoren van Frankrijk zijn. Opvallend zijn de twee 180 meter hoge koeltorens. Het is de modernste Franse kerncentrale in bedrijf (type N4, ingebruikname 2002).
| reactorblok | reactortype | vermogen | begin bouw | inbedrijfname | stillegging |
| ----------- | ----------- | -------- | ---------- | ------------- | ----------- |
| Civaux-1    | PWR         | 1495 MW  | 1988       | 2002          |             |
| Civaux-2    | PWR         | 1495 MW  | 1991       | 2002          |             |